# Ellen Hight
Ellen Lendra Hight, née le 13 février 1981 à Kalulushi, est une nageuse zambienne.

## Carrière
Ellen Hight remporte la médaille de bronze du 100 mètres papillon aux Championnats d'Afrique de natation 1998 à Nairobi. Elle dispute ensuite les Jeux olympiques de 2000 à Sydney, où elle est éliminée en séries du 100 mètres papillon.
Aux Jeux afro-asiatiques de 2003 à Hyderabad, elle obtient la médaille d'argent du 4 x 100 mètres nage libre. Elle est aussi médaillée de bronze du 100 mètres papillon aux Jeux africains de 2007 à Alger. Elle dispute ensuite les Jeux olympiques de 2008 à Pékin, où elle est éliminée en séries du 50 mètres nage libre.